# Jesper Blomqvist
Lars Jesper Blomqvist (Tavelsjö, 5 de Fevereiro de 1974) é um futebolista sueco e assistente técnico no Hammarby. Tendo defendido diversas equipes durante sua carreira, Blomqvist fez sucesso no Göteborg, onde conquistou quatro campeonatos suecos consecutivos e no Manchester United, onde fazia parte da equipe que conquistou a Treble em 1999, sendo o Campeonato Inglês, a Copa da Inglaterra e a Liga dos Campeões da UEFA. Retornou ao futebol sueco em 2003, atuando no Djurgårdens, onde conquistou seu quinto e último título sueco, antes de se aposentar dois anos após sua chegada. Três anos depois de se aposentar, retornou defendendo o Enköpings. Blomqvist disputou trinta partidas pela Seleção Sueca, participando da Copa do Mundo de 1994, onde ficou em terceiro.

## Carreira em clubes

### Futebol sueco
Após um período defendendo as categorias de base do Tavelsjö, Blomqvist se transferiu em 1992 para o Umeå, fundado poucos anos antes. Em sua primeira temporada no clube, ele participou da campanha do título da Division 2, conseguindo o acesso para a Division 1 Norra, que na época correspondia a segunda divisão do futebol sueco. Após duas temporadas no pequeno Umeå, Blomqvist se transferiu para o Göteborg, em 11 de setembro de 1993. De início, esteve presente na conquista do título no mesmo ano, mesmo tendo participado apenas do final do campeonato. Na temporada seguinte, marcou oito vezes em vinte e quatro partidas, conquistando o bi. Além disso, ele esteve presente com a Suécia na Copa do Mundo de 1994, onde terminaram em terceiro e marcou na vitória (3 x 1) sobre o Manchester United na fase de grupos da Liga dos Campeões da UEFA, tendo o United sido eliminado posteriormente.
O tricampeonato nacional aconteceu no ano seguinte, tendo Blomqvist anotado um lindo gol contra o Helsingborgs, sendo eleito o mais bonito na temporada. Em sua última temporada defendendo o Göteborg, ele teve como adversário sua ex-equipe, o Umeå, que havia conquistado o acesso pela primeira vez em sua história na temporada anterior. Ao término do ano, foi eleito o melhor meia da temporada, além do jogador preferido da torcida e conquistou seu tetracampeonato sueco. Também assinou com o poderoso Milan, da Itália.

### Serie A
Em sua primeira temporada no futebol italiano, o Milan não conquistou nenhum título e, Blomqvist foi durante diversas vezes na temporada, reserva. Posteriormente, Blomqvist quase desistiu da ideia de se transferir para o Manchester United para não repetir essa temporada que teve na equipe italiana. Tendo o Milan terminado em uma decepcionante décima primeira posição na tabela, não se classificando para nenhuma competição europeia, Blomqvist foi vendido ao vice-campeão Parma, na temporada seguinte, mesmo tendo iniciado a temporada no clube. Apresentando um futebol apenas regular, o Parma terminou apenas em sexto no campeonato, ficando de fora da Liga dos Campeões da UEFA. O único tento anotado por Blomqvist foi na vitória (4 x 0) sobre o Napoli, no Estádio San Paolo.[carece de fontes?]

### Premier League
Após mais uma decepcionante temporada no futebol italiano, o Manchester United o comprou por quatro milhões e meio de libras para ser reserva de Ryan Giggs. Ele disputou vinte e cinco partidas na conquista do campeonato, tendo marcado uma vez na vitória (4 x 1) sobre o Everton. Mesmo não tendo disputado a final, também recebeu a medalha de campeão da Copa da Inglaterra. Também esteve presente na conquista da Liga dos Campeões da UEFA, tendo iniciado a partida final contra o Bayern Munique como titular, mas sendo substituído no segundo tempo por Teddy Sheringham, tendo Blomqvist quase marcado o tento de empate um pouco antes de sair. Posteriormente, Sheringham marcaria o tento de empate na história virada, aos noventa e um minutos de partida (2 x 1).
Após sua ótima temporada, Blomqvist acabou sofrendo uma séria lesão no joelho, não conseguindo disputar nenhuma partida nas duas temporadas seguintes, tendo o United decidido não renovar seu contrato. No entanto, Ferguson persuadiu o então treinador do Everton, Walter Smith, para contratar o sueco até o término da temporada. O contrato teria duração de novembro de 2001 até o fim da temporada inglesa. Atuando ao lado de seu conterrâneo Niclas Alexandersson, marcou seu único tento com o Everton contra o Sunderland, três meses após sua contratação. No entanto, devido a suas lesões, o novo treinador do Everton, David Moyes, resolveu não renovar seu contrato. Tendo possibilidade para se transferir para o Middlesbrough, onde foi considerado "pouco profissional", recusou. Logo, ele assinou com o Charlton Athletic, disputando apenas quatro partidas durante a temporada.

### Retorno à Suécia
Após o término de seu contrato com o Charlton, retornou ao futebol sueco, assinando um curto contrato com o Djurgårdens. Isto não foi muito bem recebido pelos torcedores do Göteborg, que passaram a chamá-lo de "Judas", considerando uma traição sua ida ao Djurgårdens. Blomqvist conseguiu disputar apenas dez partidas pelo clube (anotando um tento), todas em sua primeira temporada, quando conquistou seu pentacampeonato sueco, mas devido a uma nova lesão, não conseguiu atuar nas duas temporadas seguintes, se aposentando em 2005.
Três anos após anunciar sua aposentadoria, retornou ao futebol como treinador do Enköpings, tendo disputado dez partidas durante o período e marcando uma vez. Ironicamente, o motivo pelo qual Blomqvist retornou aos campos foi que não havia jogadores suficientes no elenco, devido a grande quantidade de lesões. Em sua segunda partida, Blomqvist acabou sendo expulso, deixando apenas quinze jogadores para a partida seguinte. Ele marcou seu tento em 15 de setembro de 2008, na vitória (1 x 0) sobre o Sirius. Porém, Blomqvist não conseguiu evitar o rebaixamento da equipe. Logo depois, assinou como assistente técnico de Michael Borgqvist no Hammarby, onde também voltou a disputar algumas partidas.

## Seleção Sueca
Blomqvist esteve presente na campanha do terceiro lugar na Copa do Mundo de 1994. Sua primeira partida com a Seleção aconteceu no mesmo ano, contra a Colômbia. Sua única partida como titular no torneio aconteceu contra os Camarões e, posteriormente, disputou mais uma partida, contra o futuro campeão Brasil, entrando no lugar de Henrik Larsson. Todos os integrantes do elenco na Copa, receberam a Svenska Dagbladets guldmedalj como reconhecimento pela ótima campanha no torneio. Blomqvist também foi considerado para integrar o elenco na Copa do Mundo de 2002, mas devido a suas lesões, acabou ficando de fora. No total, Blomqvist disputou trinta partidas com a Suécia, não tendo anotado nenhum gol.